# Bénac, Ariège

Bénac este o comună în departamentul Ariège din sudul Franței. În 1 ianuarie 2022 avea o populație de 174 de locuitori.